# 瑞威谷
瑞威谷（Rahway Valles）是一個位於火星埃律西昂区的峽谷，中心座標9.4°N ，186.2°W。該峽谷長度500公里，以美國新澤西州瑞威河命名。